# Louis Aubert (Theologe)
Louis Aubert (* 25. August 1856 in Savagnier; † 27. Dezember 1936 in Neuenburg) war ein Schweizer evangelischer Geistlicher und Hochschullehrer. 

## Leben

### Familie
Louis Aubert war der Sohn des Bauern und Uhrmachers David-Louis und dessen Ehefrau Julie (geb. Humbert).
Er heiratete 1888 Marie-Emma, Tochter des Landwirts Jules-Léon Calame aus Les Planchettes.

### Ausbildung
Louis Aubert immatrikulierte sich zu einem Theologiestudium an der Universität Neuenburg, dass er später an der Universität Berlin fortsetzte.

### Werdegang
1879 erfolgte die Ordination von Louis Aubert und er war von 1880 bis 1894 Pfarrer der Freikirche des Kantons Neuenburg in Les Planchettes. Von 1894 bis 1904 war er Pfarrhelfer in Bôle-Colombier und darauf von 1904 bis 1933 Pfarrer in Préfargier in der Gemeinde La Tène.
1894 wurde er zum Professor des Neuen Testaments an der freikirchlichen Theologischen Fakultät in Neuenburg berufen, bis er 1900 die Professur des Alten Testaments erhielt, er übte sein Lehramt bis zu seinem Tod aus. 
Seit 1904 war er Bibliothekar der Société des pasteurs neuchâtelois (Pastorenbibliothek) und veröffentlichte 1919 einen Katalog der Bibliothek.

### Schriftstellerisches Wirken
Louis Aubert beteiligte sich an der Mitarbeit der Bible du Centenaire, am Historisch-Biographischen Lexikon der Schweiz und am Dictionnaire encyclopédique de la Bible.

## Ehrungen und Auszeichnungen
- 1919 ernannte die Universität Neuenburg Louis Aubert zum Dr. h. c.

## Schriften (Auswahl)
- La valeur actuelle des prophètes de l'Ancien Testament pour le lecteur chrétien. Neuchâtel: Impr. Attinger, 1916.
- Catalogue de la Bibliothèque de la Société des pasteurs et ministres neuchâtelois. Neuchâtel: Delachaux & Niestlé, 1919.